# Gasherbrum IV
Gasherbrum IV er en af fem toppe i bjergmassivet Gasherbrum, i bjergkæden Karakoram i det nordøstlige Pakistan. Gasherbrum IV er 7.925 moh., og er dermed verdens 17. højeste bjerg, til trods for at det er det laveste i Gasherbrum-gruppen.
Gasherbrum IV hævdes af mange at være et af de smukkeste bjerge i Karakoram, med sin karakteristiske pyramideform. Det er også et af de vanskeligste at bestige, og den næsten 3.000 meter høje vestvæg bliver anset for at være en af de største udfordringer for klatrere i Himalaya.
Gasherbrum IV blev besteget første gang 6. august 1958, a italienerne Walter Bonatti og Carlo Mauri.